# 赖加德县公寓倒塌事件
2020年8月，印度马哈拉施特拉邦赖加德县马哈德市一栋名为“塔里克花园”的5层公寓建筑在暴雨中倒塌，目前已造成12人死亡60人受困。

## 过程
建筑于十年前建成，顶三层先行倒塌，给留在建筑内未倒塌部分的居民留下了一些逃生时间。事故發生在當地時間晚７時，大多數居民正外出購物。

## 调查
1. ↑  .   [2020-08-25]. （原始内容存档于2021-04-11）.